# 奧特羅基夫
48°47′47″N 27°7′1″E / 48.79639°N 27.11694°E

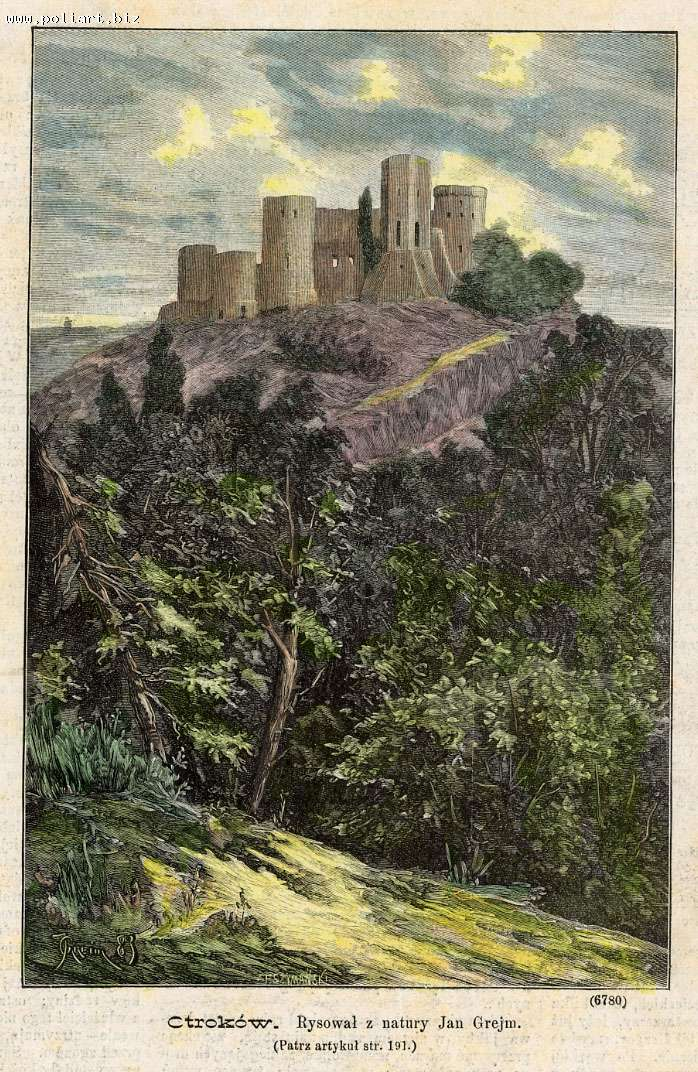

奧特羅基夫（烏克蘭語：Отроків），是烏克蘭西部的村莊，隸屬赫梅利尼茨基州的卡緬涅茨-波多利斯基區。該村始建於1786年，面積1.65平方公里，海拔高度242米，2001年人口557。